# 玉井茂
玉井 茂（たまい しげる、1907年6月15日 - 1998年2月28日）は、日本の哲学者、岐阜大学名誉教授。

## 来歴
大阪府出身。1932年（昭和7年）京都帝国大学文学部哲学科卒業。報知新聞や東亜研究所に勤務したのち、日本医科大学教授、岐阜農業専門学校教授を経て、1949年（昭和24年）岐阜大学教授、1971年（昭和46年）岐阜歯科大学教授、1981年（昭和56年）学長（途中で朝日大学に改名）、1989年退職。日本学術会議会員。

## 著書
- 思想の探究 二見書房 1944
- 哲学概説 刀江書店 1949
- 哲学思想史 教育書林 1954
- 現代思想を築いた人びと 理論社 1956 (私の大学・社会思想講座・20世紀の思想とモラル)
- 生きるとは ある地方大学のある教師の生活から 緑園書房 1958
- 結婚と家族の思想史 家庭を創る基礎 理論社 1959 (私の大学・婦人の教室)
- 教養哲学史 1963 (青木全書)
- 西洋思想史の人びと 理論社 1967
- 西洋哲学史 青木書店 1974
- ソクラテスの妻 哲学夜話 合同出版 1979.11
- カントの散歩 哲学者のティータイム 勁草書房 1984.6
- 大学の四季 悠悠自適会 1989.5
- デカルトと女性 勁草書房 1990.3
- 西洋哲学物語 哲学者たちのドラマティーク 青木書店 1997.3

## 共著
- 哲学史 渡辺義晴,栗本勤 青木書店 1957 (現代哲学全書)

## 翻訳
- 政治・教育・倫理 新社会理論 G.D.H.コール 藤野渉,宮本十蔵共訳 誠信書房 1959
- サルトルのマルクス主義 W.デサン 宮本十蔵共訳 1968 (筑摩叢書)
- ヘーゲルの生涯 クーノ・フィッシャー 磯江景孜共訳 勁草書房 1971 (ヘーゲル ; 1)
- 幻想と現実 詩の源泉についての研究 クリストファ・コードウェル 深井竜雄共訳 未来社 1972
- マルクスの生涯と思想 ジョン・ルイス 堀場正治,松井正樹共訳 法政大学出版局 1974 (りぶらりあ選書)
- ウェーバーとマルクス主義 価値自由的社会学の批判 ジョン・ルイス 松井正樹,吉田千秋共訳 青木書店 1977.7
- ロマンスとリアリズム イギリスブルジョア文学の研究 クリストファー・コードウェル 深井竜雄,山本昭夫共訳 法政大学出版局 1977.7 (叢書・ウニベルシタス)
- マルクスのマルクス主義 ジョン・ルイス 共訳 法政大学出版局 1983.3 (りぶらりあ選書)
- ヘーゲルの論理学・自然哲学 クーノ・フィッシャー 岸本晴雄共訳 勁草書房 1983.10 (ヘーゲル)
- ヘーゲルの精神哲学・歴史哲学 クーノ・フィッシャー 将積茂共訳 勁草書房 1984.6 (ヘーゲル)
- ヘーゲルの美学・宗教哲学 クーノ・フィッシャー 堀場正治共訳 勁草書房 1986.2 (ヘーゲル)
- ヘーゲルの哲学史 クーノ・フィッシャー  勁草書房 1988.2 (ヘーゲル ; 6)
- ヘーゲルの精神現象学 クーノ・フィッシャー 宮本十蔵共訳 勁草書房 1991.1

## 参考
- 「西洋哲学物語」著者紹介
- 訃報新聞記事